# Los Sims 2: H&M moda
Los Sims 2: H&M Moda (Accesorios) es el quinto pack de accesorios de la saga de Los Sims 2. Incluye unos 60 nuevos objetos de moda, casi todo ropa. Este pack fue lanzado el 12 de junio de 2007.

## Novedades
- Moda de H&M para la mayoría de las edades.

- Colección de H&M: Esta colección sirve para los solares comunitarios sobre todo, para hacer tiendas totalmente ambientadas al estilo H&M. Se incluyen suelos y paredes surrealistas, pósteres, y otros complementos de tiendas.

Al tratarse de un pack de accesorios, se necesita tener instalado Los Sims 2, Los Sims 2 Edición DVD, Los Sims 2 Edición Navideña o Los Sims 2 Deluxe.

## Sobre H&M
H&M es una cadena europea de tiendas de ropa con establecimientos en Europa y Estados Unidos, dedicada a la venta una variedad de ropa a la moda para hombre, mujer, adolescentes y niños. H&M tiene colaboraciones de estrellas como Madonna y Roberto Cavalli.

### Oficiales
- Sitio oficial de Los Sims 2 (en inglés)
- Sitio oficial de Los Sims (en español)
- Sitio oficial de Los Sims 2 (en español)
- Sitio oficial de H&M Moda (en español)

### Otros
- Web oficial de PEGI

- Datos: Q3279257